# 愛称
愛称（あいしょう）とは、とくに親しみを込めて対象を呼ぶために用いられる、本名以外の名前の一種である。あだな（渾名・綽名）、ニックネーム（英語: nickname）、ペットネーム（英語: petname）ともいう。
なお、「仇名・徒名」も「あだな」と読むが、こちらは悪評、事実無根の評判、男女関係についての噂を意味する語で、「渾名・綽名」とは意味が異なる。

## 愛称の付け方
- 本名からつける
- 身体の特徴からつける
- 対象に関係する事柄からつける
- 対象が関係したエピソードからつける
- （対象が生物の場合）性格・気質からつける
- 自己紹介の聞き間違いからつける

イヌに対する「ポチ」やネコに対する「タマ」など、本来の由来からはなれて、普遍的な愛称として定着しているものもある。
また、自衛隊の装備品にあるように現場での愛称と防衛省がイベント的な意味合いで公募した愛称がある。詳細は陸上自衛隊の装備品一覧を参照。

## 対象となる物事
愛称がつけられる対象には、次のようなものがある。

### 人間
- あだ名、ニックネーム - 本名以外の呼称、本来の芸名以外の呼称。小泉今日子の“キョンキョン”、近藤真彦の“マッチ”、岡田有希子の“ユッコ”のように自然発生的につく場合が多いが、AKB48およびその姉妹グループのメンバーのように、呼んで欲しい愛称を先に決めて公表している例もある。大人数グループだと同音異字の名のメンバーが複数いる場合もあり、重複しないよう考案するのに一苦労することもある[注 3]。メンバー個々人でなくグループ全体を呼ぶ場合は「ちゃん」づけになる[注 4]。
- コートネーム - 日本における女子スポーツの世界でのニックネーム。主にバスケットボールやバレーボールでのみ使用され、他の集団競技や男子スポーツ、日本国外ではほとんど見られない。
- TACネーム - アメリカ空軍や航空自衛隊の操縦士（主に戦闘機パイロット）につけられる個人の愛称。階級の上下に関係なく、無線で呼びやすくするため用いられている。
- コールサイン - アメリカ海軍の操縦士につけられる個人の愛称。階級の上下に関係なく、無線で呼びやすくするため用いられている。参考：Aviator call sign

### 動物（ヒト以外）
- ペット - 飼い主によって付けられる名前。

### 乗り物
- バイク、自動車 - 所有者によって付けられる場合と販売時に付けられるペットネーム（例：ホンダ・N-BOX、ヤマハ・ジョグなど）がある。
- 列車愛称 - 「はやて」・「のぞみ」など。
- 鉄道車両 - D51形蒸気機関車=デゴイチ、783系電車=ハイパーサルーンなど。
- 鉄道の路線 - 東北本線=宇都宮線、東海道本線=JR京都線、田沢湖線=秋田新幹線など。
- 飛行機 - ボーイング747=ジャンボジェット、ボーイング777=トリプルセブンなど。

### 組織
- スポーツ競技のチーム（東洋の魔女、日の丸飛行隊、なでしこジャパン、フジヤマのトビウオなど）
- スコットランドヤード - ロンドン警視庁の愛称
- 桜田門 - 東京警視庁の別名
- オルフェーブル河岸36番（更に略してフランス語で「36」） - パリ警視庁の別名
- ラングレー - CIAの別名（発足当時の所在地から）“ビューロー”FBIとの対比で「カンパニー」と呼ばれることもある
- ファニー・メイ - 連邦住宅抵当公庫の愛称

### サービス名
- 商品やサービス名
- イベントやスポーツ大会の名称（パラリンピック、長崎がんばらんば国体など）
- 野球場などの施設（近年ではネーミングライツによるものが多い）

### 地名
アメリカではニューヨーク市を「ビッグ・アップル」、ニューヨーク州を「エンパイアー・ステート」、オレゴン州・カリフォルニア州・ワシントン州の西海岸三州を「レッドウッド・カーテンの向こう側」、コネチカット州・ニューハンプシャー州・バーモント州・マサチューセッツ州・メイン州・ロードアイランド州（旧13植民地のうちのニューヨーク以北6州）を「ニューイングランド」と称するように、都市や州などに愛称をつける場合がある。

### その他
- 自然（坂東太郎、筑紫二郎、四国三郎など）
- DNS - インターネット上のサーバ（ノード）は数字の羅列であるIPアドレスで区分されるが、覚えやすいように「ドメイン名」という名前からIPアドレスを調べる仕組みがある。
- 景気の名称 - 内閣府の景気基準日付（景気循環）の好景気の期間時にメディア等が名付けて世間に公表する名称（通称・俗称とも呼ばれる）。代表の景気の名称は、神武景気、岩戸景気、いざなぎ景気、バブル景気（四大景気）である。

## 文学作品における愛称

### 日本
- 夏目漱石『坊っちゃん』は、「赤シャツ」、「野だいこ」、「マドンナ」、「山嵐」、「うらなり」など、あだ名が多い。
- 『源氏物語』の作中人物の名前も、本名、実名でなく、「光源氏」、「藤壺」、「紫の上」などいずれもあだ名である（当時の女性の地位は特に低く、実在の人物でも親の官職名で呼ばれる事がほとんど）。“源氏名”（げんじな）の呼称はここから生まれた。

### 中国
- 水滸伝は呼保義、混江竜、 双鞭、青面獸、托塔天王などあだ名を持つ登場人物が多い。

## 愛称の考案・普及者
広告業界においては、愛称を考案・普及させるのは、企業、マスメディア、特定の商品や場所の宣伝に関わる者などある場合が多い。また商品やサービス、キャラクターの場合は公募や選考委員会によって決定される場合もある。
E電 のように、考案、宣伝されながらも定着しないままに終わる愛称もある。

## ヨーロッパ諸言語
ヨーロッパ諸言語においては多くの場合、特定の名（ファーストネーム）に対応する短縮形が存在する。日本ではこれを「愛称形」と表現する場合もあるが、現地では「通称」として公式文書への署名などに使用できるものであり、本項の主旨である「愛称」（ニックネーム、あだ名）とは意味を異にする。たとえば格闘家ボブ・サップ（本名は「ロバート・マルコム・サップ・ジュニア」）の「ボブ」は「ロバート」の短縮形を用いて「ボブ・サップ」と呼ばれる。また彼の愛称（ニックネーム）は野獣を意味する「ザ・ビースト」である。ビル・ゲイツの本名も、ウィリアム・ヘンリー・ゲイツである。

## ニックネームの語源
｢ニック」の語源は「…もまた」を意味する初期英語「eke」であり、渾名を「eke‐name」としていたものが、後に訛ったものとされる。

## 仇名・徒名・嫌なあだ名
基本的には自己決定権によって自分に付けられた呼び名を拒否することが可能である。これは同意の範囲によって定めることができ、好意的な使われ方なら使用を許可でき、否定的や茶化す目的で使用するなら拒否することも可能であり、いじめ防止対策推進法や名誉毀損、肖像権の侵害など法的な対応も行われる。

## 関連項目

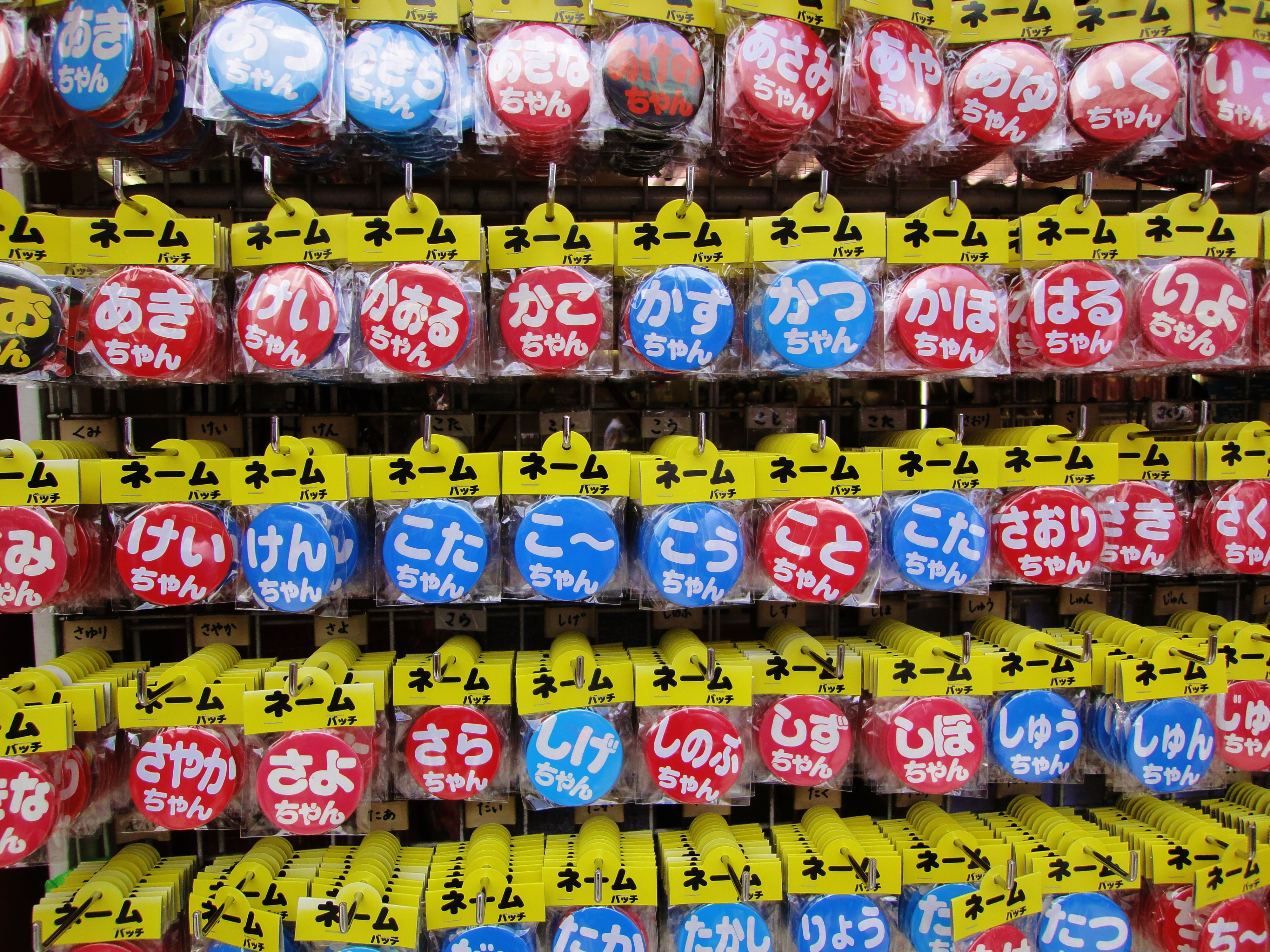
「〜ちゃん」 ネームバッチ